# 龙场镇 (凯里市)
龙场镇，是中华人民共和国贵州省黔东南苗族侗族自治州凯里市下辖的一个乡镇级行政单位。

## 行政区划
龙场镇下辖以下地区：
龙场社区、龙场煤矿家委会、渔洞煤矿家委会、龙场村、华山村、雷公村、黄腊村、乐榜村、老山村、沙子冲村、渔洞村、狗场村、平寨村、平路河村、瓦窑村、虎庄村、箐口村、郭家坪村和华介村。